# Herman Stengel
Herman Stengel (Hokksund, 1995. augusztus 26. –) norvég korosztályos válogatott labdarúgó, a Strømsgodset középpályása.

## Pályafutása

### Klubcsapatokban
Stengel a norvégiai Hokksundban született. Az ifjúsági pályafutását a helyi Hokksund IL-nél kezdte, majd a Stabæk akadémiájánál folytatta. 
Először a Stabæk harmadosztályban szereplő B-csapatában mutatkozott be, ahol egyből megszerezte a gólkirályi címet. Első gólját mindössze 14 évesen és 261 naposan lőtte. 2009-ben Stengel próbajátékon volt a Manchester Unitednél Mats Møller Dæhlivel, aki később csatlakozott a klub akadémiájához. 2012 decemberében egy hétig a PSV Eindhovennél volt próbán.
Először a 2011. október 2-ai, Sarpsborg 08 elleni mérkőzésen lépett pályára. A ligamérkőzésen mindössze 16 éves és 37 napos volt, így a valaha volt legfiatalabb Stabæk-játékos és a norvég első osztály harmadik legfiatalabb labdarúgója lett.
2014-ben átigazolt a Vålerenga csapatához.
2017. november 20-án három éves szerződést kötött a Strømsgodset együttesével.

### A válogatottban
Stengel az U15-östől az U19-esig minden korosztályban képviselte Norvégiát.

## Statisztikák
2022. szeptember 18. szerint
| Klub         | Szezon   | Osztály      | Bajnokság | Bajnokság | Kupa  | Kupa | Nemzetközi | Nemzetközi | Összesen | Összesen |
| Klub         | Szezon   | Osztály      | Meccs     | Gól       | Meccs | Gól  | Meccs      | Gól        | Meccs    | Gól      |
| ------------ | -------- | ------------ | --------- | --------- | ----- | ---- | ---------- | ---------- | -------- | -------- |
| Stabæk       | 2011     | Tippeligaen  | 5         | 0         | 0     | 0    | —          | —          | 5        | 0        |
| Stabæk       | 2012     | Tippeligaen  | 18        | 0         | 0     | 0    | 2          | 0          | 20       | 0        |
| Stabæk       | 2013     | Adeccoligaen | 29        | 0         | 1     | 1    | —          | —          | 30       | 1        |
| Stabæk       | Összesen | Összesen     | 52        | 0         | 1     | 1    | 2          | 0          | 55       | 1        |
| Vålerenga    | 2014     | Tippeligaen  | 24        | 2         | 0     | 0    | —          | —          | 24       | 2        |
| Vålerenga    | 2015     | Tippeligaen  | 23        | 2         | 1     | 2    | —          | —          | 24       | 4        |
| Vålerenga    | 2016     | Tippeligaen  | 25        | 0         | 0     | 0    | —          | —          | 25       | 0        |
| Vålerenga    | 2017     | Eliteserien  | 21        | 6         | 3     | 1    | —          | —          | 24       | 7        |
| Vålerenga    | Összesen | Összesen     | 93        | 10        | 4     | 3    | 0          | 0          | 97       | 13       |
| Strømsgodset | 2018     | Eliteserien  | 25        | 1         | 5     | 0    | —          | —          | 30       | 1        |
| Strømsgodset | 2019     | Eliteserien  | 30        | 1         | 3     | 0    | —          | —          | 33       | 1        |
| Strømsgodset | 2020     | Eliteserien  | 15        | 1         | 0     | 0    | —          | —          | 15       | 1        |
| Strømsgodset | 2021     | Eliteserien  | 29        | 6         | 2     | 0    | —          | —          | 31       | 6        |
| Strømsgodset | 2022     | Eliteserien  | 23        | 3         | 5     | 1    | —          | —          | 28       | 4        |
| Strømsgodset | Összesen | Összesen     | 122       | 12        | 15    | 1    | 0          | 0          | 137      | 13       |
| Összesen     | Összesen | Összesen     | 267       | 22        | 20    | 5    | 2          | 0          | 289      | 27       |

## Fordítás
Ez a szócikk részben vagy egészben  a   Herman Stengel című angol Wikipédia-szócikk fordításán alapul.  Az eredeti cikk szerkesztőit annak laptörténete sorolja fel. Ez a jelzés csupán a megfogalmazás eredetét és a szerzői jogokat jelzi, nem szolgál a cikkben szereplő információk forrásmegjelöléseként.